# 爱美尔大楼
爱美尔大楼是位於中華人民共和國上海市靜安區巨鹿路741号的建築物，也是一幢橙色公寓樓，它建於1930年，為靜安區文物保護點。該建築物由5幢联体大楼組成，它是一幢现代主义建筑风格建築，占地面积约8900平方米，建筑面积6400平方米，共有6层，建築原為4層，後加築2層。一楼有九个入口。